# Phạm Xuân Ẩn
Phạm Xuân Ẩn (12 tháng 9 năm 1927 – 20 tháng 9 năm 2006), tên khai sinh là Phạm Văn Thành, là một thiếu tướng tình báo người Việt Nam, có các biệt danh là X6, Trần Văn Trung hoặc Hai Trung. Ông làm nhà báo và phóng viên cho hãng tin Reuters, tạp chí Time và tờ báo New York Herald Tribune. Ngày 15 tháng 1 năm 1976, ông được Việt Nam phong tặng danh hiệu Anh hùng Lực lượng vũ trang nhân dân.

## Thân thế
Phạm Xuân Ẩn sinh năm 1927 tại xã Bình Trước, thành phố Biên Hòa, tỉnh Đồng Nai, trong gia đình một viên chức cao cấp của chính quyền thuộc địa. Gia đình ông chuyển đến sống tại Huế khi cụ nội của ông là nghệ nhân kim hoàn được gọi vào Kinh đô để chế tác đồ vàng bạc cho triều đình. Ông nội của Phạm Xuân Ẩn là hiệu trưởng một trường nữ sinh ở Huế và được Vua ban Kim khánh. Cha của ông là một kỹ sư công chánh cao cấp tại Sở Công chánh và công tác trắc địa trên khắp miền Nam. Ông được sinh tại Nhà thương Biên Hòa, do chính các bác sĩ Pháp đỡ đẻ. Tuy là một viên chức cao cấp, nhưng cha của ông không được nhập quốc tịch Pháp.
Thời niên thiếu, ông sống tại Sài Gòn, sau chuyển về Cần Thơ học Trường Trung học phổ thông Cần Thơ. Năm 1945, Cách mạng Tháng Tám nổ ra, ông bỏ học và tham gia tổ chức Thanh niên Tiền phong, sau đó học một khóa huấn luyện của Việt Minh về công tác tuyên truyền.

## Hoạt động tình báo
Năm 1947, ông trở về Sài Gòn để chăm sóc cha đang bệnh nặng. Tại đây, ông tổ chức các cuộc biểu tình của sinh viên Sài Gòn, đầu tiên là chống Pháp rồi sau chống Mỹ. Ông làm Thư ký cho Công ty Dầu lửa Caltex cho đến năm 1950. Năm 1950, ông vào làm ở Sở thuế quan Sài Gòn. Thực chất lúc này ông được Việt Minh giao nhiệm vụ tìm hiểu tình hình vận chuyển hàng hóa, khí tài quân sự và quân đội từ Pháp sang Việt Nam và từ Việt Nam về Pháp. Đây là những bước hoạt động tình báo đầu tiên của ông, một trong khoảng 14 ngàn điệp báo viên Cộng sản được cài cắm và hoạt động tại miền Nam Việt Nam. Năm 1952, ông ra Chiến khu D và được Bác sĩ Phạm Ngọc Thạch - Ủy viên Ủy ban Hành chính Kháng chiến Nam Bộ - giao nhiệm vụ tình báo chiến lược. Năm sau đó tại rạch Cái Bát, Cà Mau trong rừng U Minh, dưới sự chủ tọa của Lê Đức Thọ (khi này là Phó Bí thư kiêm Trưởng ban Tổ chức Trung ương Cục miền Nam), Phạm Xuân Ẩn được chính thức kết nạp vào Đảng Cộng sản Việt Nam. Năm tới, Phạm Xuân Ẩn được gọi nhập ngũ và được trưng dụng ngay làm bí thư phòng Chiến tranh tâm lý trong Bộ Tổng hành dinh quân đội Liên hiệp Pháp tại Camp Aux Mares (thành Ô Ma). Chính tại đây, ông đã quen biết với Đại tá Edward Lansdale, Trưởng phái bộ quân sự đặc biệt của Mỹ (SMM), trên thực tế là người chỉ huy CIA tại Đông Dương cũng là trưởng phái đoàn viện trợ quân sự Mỹ (US.MAAG) ở Sài Gòn. Theo hồi ức của một số tướng lĩnh miền Nam Việt Nam, chẳng hạn như trong tư liệu Hồi ký Đỗ Mậu của Đỗ Mậu, nguyên trưởng cơ quan tình báo của miền Nam Việt Nam, thì Edward Lansdale là người trực tiếp vạch kế hoạch cũng như chủ trì việc thực hiện các công tác chủ yếu nhằm tạo uy tín, chỗ đứng cho Ngô Đình Diệm trong thời kì giữa thập niên 50. Khi nhận thấy mức độ khó khăn cũng như khối lượng công việc phải làm quá lớn, Ngô Đình Diệm có ý định từ bỏ chức Thủ tướng, chính Landsdale là người cố vấn cho Diệm không quyết định như vậy.
Năm 1955 theo đề nghị của phái bộ cố vấn quân sự Mỹ (lúc này đã chính thức thay Pháp đứng ra huấn luyện và xây dựng Quân lực Việt Nam Cộng hòa), Phạm Xuân Ẩn tham gia soạn thảo các tài liệu về tham mưu, tổ chức, tác chiến, huấn luyện, hậu cần cho quân đội. Đặc biệt ông cũng tham gia thành lập bộ khung của 6 sư đoàn bộ binh đầu tiên của Quân lực Việt Nam Cộng hòa mà nòng cốt là sĩ quan, hạ sĩ quan và binh lính người Việt trong quân đội liên hiệp Pháp trước đây. Phạm Xuân Ẩn còn được giao nhiệm vụ hợp tác với Mỹ để chọn lựa những sĩ quan trẻ có triển vọng đưa sang Mỹ đào tạo (trong số này có Nguyễn Văn Thiệu, sau này trở thành Tổng thống Việt Nam Cộng hòa). Trong công tác tình báo, để có thể đi khắp nơi và tiếp cận với những nhân vật có quyền lực nhất, tháng 10 năm 1957, theo sự chỉ đạo của Mai Chí Thọ và Trần Quốc Hương (Mười Hương, nguyên Bí thư Trung ương Đảng, Trưởng ban Nội chính Trung ương), Phạm Xuân Ẩn qua Mỹ học ngành báo chí tại Quận Cam, California, trong hai năm (1957-1959) và là người Việt Nam đầu tiên sang học báo chí tại quận Cam .
Tháng 10 năm 1959, Phạm Xuân Ẩn về nước, nhờ những mối quan hệ, ông được Trần Kim Tuyến, giám đốc Sở Nghiên cứu Chính trị Văn hóa Xã hội (thực chất là cơ quan mật vụ trực thuộc Phủ Tổng thống), biệt phái sang làm việc tại Việt tấn xã phụ trách những phóng viên ngoại quốc làm việc tại đây. Từ năm 1960 đến giữa năm 1964, ông làm cho Hãng thông tấn Reuters. Từ năm 1966 ông làm việc cho tuần báo Time, đến năm 1969 thì được nhận vào làm chính thức.. Ngoài ra ông còn là cộng tác viên của các tờ báo khác như The Christian Science Monitor. Từ khi ở Mỹ về nước cho đến năm 1975, với vỏ bọc là phóng viên, nhờ quan hệ rộng với các sĩ quan cao cấp, các nhân viên tình báo, an ninh quân đội và người của CIA, Phạm Xuân Ẩn đã có được mọi nguồn tin tức quan trọng từ quân đội, cảnh sát và cơ quan tình báo. Những tin tức và phân tích tình báo chiến lược của Phạm Xuân Ẩn được bí mật gửi cho bộ chỉ huy quân sự ở miền Bắc thông qua Trung ương Cục miền Nam. Chúng được cho là sống động và tỉ mỉ đến mức người ta kể rằng Đại tướng Võ Nguyên Giáp đã reo lên: Chúng ta đang ở trong phòng hành quân của Hoa Kỳ. Tổng cộng, Phạm Xuân Ẩn đã gửi về căn cứ 498 báo cáo bao gồm tài liệu nguyên gốc đã được sao chụp, các thông tin mà ông thu lượm cùng phân tích và nhận định của bản thân. Cụ thể là:
- Giai đoạn 1961-1965: những bản tài liệu nguyên bản về chiến lược chiến tranh đặc biệt như Tài liệu McGarr; tài liệu Staley, tài liệu Taylor, tài liệu Harkins; tài liệu Ấp chiến lược... Ông gửi về nguyên bản kế hoạch Staley–Taylor.
- Giai đoạn 1965 - 1968: các kế hoạch liên quan đến chiến lược chiến tranh cục bộ, phục vụ chiến thuật cho Mậu Thân 1968;
- Giai đoạn 1969 - 1973: những tài liệu liên quan đến chiến lược Việt Nam hóa chiến tranh.
- Giai đoạn 1973 - 1975: hàng trăm bản tin nguyên bản "phục vụ trên hạ quyết tâm giải phóng miền Nam"...

Ngày 30 tháng 4 năm 1975 đã xảy ra chuyện ly kỳ theo báo Newsweek kể: "Thế là, vị trùm cảnh sát mật vụ Sài Gòn (bác sĩ Trần Kim Tuyến) đã được một điệp viên của Hà Nội cứu thoát, leo lên mái nhà để lên máy bay đi di tản." Phạm Xuân Ẩn cũng là một trong những nhà báo chứng kiến sự kiện xe tăng của Quân đội nhân dân Việt Nam húc đổ cổng dinh Độc Lập. Đến thời điểm đó cũng như một vài tháng sau, các đồng nghiệp phóng viên và những người thuộc chính quyền cũ, thậm chí là cả chính quyền mới vẫn chưa biết ông là một điệp viên cộng sản. Từ ngày 23 tháng 4, vợ con ông đã được gửi sang Hoa Kỳ. Họ bay trên chuyến bay sơ tán thân nhân những người làm báo Time. Theo kế hoạch của miền Bắc, ông sẽ được gửi sang Mỹ để tiếp tục hoạt động tình báo. Tuy nhiên, cấp trên đã đổi ý và quyết định giữ ông lại tại Việt Nam. Giải thích cho việc ông phải ở lại, Đại tướng Văn Tiến Dũng đã giải thích: "anh Ẩn là vốn quý của đất nước, anh đã làm tình báo mấy chục năm rồi. Nếu bây giờ để anh đi sang đấy tiếp tục khai thác nữa thì với khả năng và điều kiện của mình anh ấy vẫn phát huy tác dụng rất tốt nhưng trong quá trình ra nước ngoài làm nhiệm vụ rất dễ bị lộ, lúc ấy tổn thất là rất lớn". Thế nhưng với các nhà nghiên cứu thời nay lại cho rằng việc để một người có lối tư duy, suy nghĩ "như người Mỹ, hiểu rõ cả địch và ta" như ông Ẩn sang Mỹ là một ván cược và để ông ngoài tầm kiểm soát của Hà Nội là rất mạo hiểm. Nhận xét về quyết định của cấp trên ông Ẩn cho rằng các lãnh đạo của mình đã "quá lo xa": "tôi thực sự không biết họ còn muốn gì ở tôi nữa, có lẽ họ hy vọng rằng các nguồn tin sẽ giúp tôi theo sát được những suy nghĩ bên trong Lầu Năm Góc, nhưng điều đó khó có thể xảy ra bởi rất nhiều đầu mối của tôi lúc bấy giờ đang ở trong trại cải tạo hoặc các trại tị nạn tại Mỹ thì làm sao có thể tiếp cận được cái gì". Đồng thời ông Ẩn cũng phải chịu áp lực từ bên phía tờ báo Time và những người bạn Mỹ của ông: "tôi không có ý định đi Mỹ, tôi không nhận được thông tin nào từ Hà Nội, không có sự chỉ dẫn nào và tôi cũng phải chịu áp lực từ tờ Time là phải đưa ra quyết định, tất cả bạn bè Mỹ đều muốn giúp đỡ tôi chứ không riêng gì báo Time, tôi không biết lãnh đạo của bên trên quyết như thế nào... nếu đi thì thời điểm này là hợp lý nhất rồi. Thế rồi tôi phải đưa ra quyết định sẽ cho vợ con tôi đi trước và tôi sẽ đi sau". Sau ngày giải phóng gia đình ông lại rơi vào cảnh chia ly, suốt những ngày tháng ở Sài Gòn ông cứ nơm nớp một nỗi sợ về việc sẽ bị chính những người đồng đội của mình dí súng "tiễn lên bảng điểm số" bất cứ lúc nào "không có thì giờ để giải thích cho các cậu lính giải phóng trẻ với cây AK-47 trên tay rằng - tôi là Đại Tá của họ. Có lẽ họ sẽ nướng sống con chó của tôi đồng thời giết tôi bất cứ lúc nào ". Một năm sau, vợ con ông mới có thể về tới Việt Nam theo đường vòng: Paris - Moskva - Hà Nội - Sài Gòn.

## Sau Chiến tranh giành độc lập và bảo vệ tổ quốc
Ngày 15 tháng 1 năm 1976, Trần Văn Trung (tức Phạm Xuân Ẩn) cán bộ tình báo thuộc Bộ Tham mưu Miền Nam được nhà nước Việt Nam phong tặng danh hiệu "Anh hùng lực lượng vũ trang". Lúc này nhiều người mới chính thức biết ông là một tình báo viên thời chiến. Tháng 8 năm 1978 ông ra Hà Nội dự một khóa học tập chính trị dành cho cán bộ cao cấp trong 10 tháng. Ông nói rằng đó là do ông đã "sống quá lâu trong lòng địch". Theo Larry Berman, ông bị nghi kị và bị quản chế tại gia, không được xuất ngoại, bị cấm tiếp xúc với bên ngoài, đặc biệt với giới báo chí ngoại quốc do cách suy nghĩ, cư xử "rất Mĩ" của ông cũng như việc ông giúp bác sĩ Trần Kim Tuyến ra khỏi Việt Nam vào ngày 30 tháng 4 năm 1975. Cho đến năm 1986, sự quản chế mới được nới lỏng dần. Trong vòng gần 10 năm, luôn có một nhân viên công an được giao nhiệm vụ canh gác trước cửa nhà ông. Nhà báo Hoàng Hải Vân trong các cuộc trao đổi riêng với Larry Berman đã bác bỏ những ý kiến trên. Thứ nhất, Phạm Xuân Ẩn được phong Anh hùng ngay đợt đầu tiên sau chiến tranh, điều không thể xảy ra đối với người bị nghi ngờ về nhân cách. Thứ hai, quân hàm của Phạm Xuân Ẩn lúc kết thúc chiến tranh chỉ là trung tá, sau đó mới thăng dần dần lên thiếu tướng. Thứ ba, chuyện đi học chính trị tương ứng với cấp hàm của mình là quy định bắt buộc với sĩ quan, ông Ẩn chưa trải qua lớp đào tạo tương ứng nên phải đi học bổ sung sau chiến tranh là bình thường.
Năm 1990, Đại tá Phạm Xuân Ẩn được thăng cấp Thiếu tướng. Năm 1997, chính phủ Việt Nam từ chối cấp visa cho Phạm Xuân Ẩn đi Hoa Kỳ để dự một hội nghị ở thành phố New York mà ông được mời với tư cách khách đặc biệt do ông tuổi già và sức yếu thế nhưng ông Ẩn lại chia sẻ rằng "Họ không hiểu tôi, thế nên họ sợ tôi. Tôi có thể hiểu được hoàn toàn lý do vì sao không ai muốn kí vào thị thực xuất cảnh của tôi và chịu trách nhiệm về việc cho phép tôi ra nước ngoài, họ sợ rằng tôi có thể hủy hoại sự nghiệp của họ nếu tôi nói hoặc làm điều gì đó sai" . Năm 2002, ông về hưu. Nhưng cho tới sáu tháng trước khi qua đời, Phạm Xuân Ẩn vẫn đóng vai trò như một cộng tác viên của tình báo Việt Nam. Ông tham gia vào việc bình luận và đánh giá các tài liệu của Tổng cục Tình báo (Tổng cục 2, trực thuộc Bộ Quốc phòng). Con trai lớn của ông, luật sư Phạm Xuân Hoàng Ân, đã từng được những người bạn Mỹ của ông quyên góp để giúp du học tại Mỹ, hiện nay đang làm việc tại Bộ Ngoại giao Việt Nam. Phạm Xuân Hoàng Ân cũng là người phiên dịch cho buổi tiếp xúc giữa Chủ tịch nước Việt Nam, ông Nguyễn Minh Triết và Tổng thống Mỹ George Bush, khi ông này tới Hà Nội vào năm 2006. Con gái ông hiện đang sinh sống ở Mỹ. Trong những năm cuối đời, ông vẫn ca ngợi chủ nghĩa cộng sản. Ông nói: "Đúng, tôi là một người cộng sản. Chủ nghĩa cộng sản là một học thuyết rất đẹp, học thuyết nhân văn nhất. Lời dạy của Chúa trời, đấng Tạo hóa, cũng hệt như vậy. Chủ nghĩa Cộng sản dạy ta yêu thương nhau, không giết nhau. Cách duy nhất để làm điều này là tất cả mọi người trở thành anh em, điều này thì có thể cần một triệu năm. Nó không tưởng, nhưng nó đẹp."

## Tặng thưởng
Các huân chương, huy chương ông đã được tặng thưởng:
- Huân chương Độc Lập hạng nhì
- Huân chương Quân công hạng ba
- Huân chương Chiến thắng hạng ba
- Huân chương Kháng chiến chống Mỹ hạng nhất
- Huân chương Chiến công (1 hạng nhất; 2 hạng nhì; 1 hạng ba)
- Huân chương Chiến sĩ Vẻ vang hạng nhất, nhì, ba
- Huy chương Quân kỳ Quyết thắng
- Huy hiệu 50 năm tuổi Đảng

## Nhận định về Phạm Xuân Ẩn
- | “                                                                                                                                             | Anh là một người bị xẻ đôi có lòng trung chính cao độ, một người sống với sự giả dối nhưng lại nói toàn sự thật. | ” |
| — Thomas A.Bass (Báo Người New York) - bài viết "Hai mặt cuộc đời của người thông tín viên tạp chí Time ở Sài Gòn trong chiến tranh Việt Nam" | |   |
- | “             | Phạm Xuân Ẩn có những thông tin tốt nhất và tiếp cận được nguồn thông tin mật, thính nhạy hơn bất kỳ người nào khác. Nếu muốn biết chuyện gì đang xảy ra, Phạm Xuân Ẩn là người để hỏi. | ” |
| — Mai Chí Thọ | |   |

Trả lời trong bài phỏng vấn đăng trên báo The New Yorker, ông Mai Chí Thọ nói: "Lúc bấy giờ Đảng rất nghèo, nhưng chúng tôi nghĩ việc làm này có nhiều lợi ích. Phạm Xuân Ẩn là người đầu tiên chúng tôi gửi sang Mỹ để học biết cái văn hóa của những người thay thế Pháp làm kẻ thù của chúng tôi... Phạm Xuân Ẩn là một người hoàn hảo cho công tác này. Đó là một việc làm thành công lớn của chúng tôi... Phạm Xuân Ẩn có được những nguồn tin tốt nhất và được phép tiếp cận các thông tin mật. Sau chiến tranh, chúng tôi phong tướng cho Phạm Xuân Ẩn và danh hiệu Anh hùng Quân đội nhân dân. Không cần phải nói thêm những chi tiết gì nữa, chỉ điều ấy thôi cũng đủ nói lên tầm quan trọng của những gì Phạm Xuân Ẩn đã làm cho quê hương của anh.".

Bìa cuốn Un Vietnamien bien tranquille của Jean-Claude Pomonti

- | “                 | Tình báo giờ phải mở mạnh ra ngoại quốc, phải coi thế giới họ thay đổi như thế nào. Đương nhiên tình báo phải đi tìm địch, nhưng thời đại hiện nay tình báo cũng phải tìm bạn mà chơi, thậm chí phải chơi được cả với kẻ thù, để không cho nó đánh mình | ” |
| — Nguyễn Chí Vịnh | |   |
- Theo cuốn Perfect Spy của Larry Berman dựa trên những lần phỏng vấn với ông Ẩn và những người bạn và người thân của ông, ông Ẩn, khác với những thành viên khác trong Đảng Cộng sản Việt Nam, là một người cực kì yêu quý nước Mĩ, người Mỹ và những gì mà người Mỹ bảo vệ. Tuy nhiên, ông cho rằng nước Mĩ không nên can dự vào chuyện nội bộ của Việt Nam. Ông cũng hi vọng rằng sau khi chiến tranh kết thúc, hai nước sẽ hòa giải, hợp tác giúp đỡ lẫn nhau. Ước muốn này của ông sau một thời gian dài mới bắt đầu trở thành hiện thực. Cũng khác với các đảng viên khác, ông không căm ghét những người làm việc cho chính quyền Sài Gòn và Mĩ trước chiến tranh mà ngược lại còn tìm cách giúp đỡ họ thoát khỏi sự trừng phạt của chính phủ nhà nước CHXHCN Việt Nam (Trần Kim Tuyến, Cao Giao). Chính điều này cùng với những tính cách khác của ông đã khiến cho rất nhiều người bạn ở "phía bên kia" của ông, mặc dù sau này biết được ông là điệp viên của Hà Nội vẫn không tin rằng mình đã bị ông lợi dụng mà ngược lại tiếp tục yêu quý, tôn trọng và thông cảm cho ông - một con người bị xé đôi giữa tình cảm cá nhân và lòng yêu nước.
- Thiếu tướng Nguyễn Đức Trí, nguyên thủ trưởng cơ quan tình báo miền kể rằng khi nguyên bản toàn bộ các kế hoạch về chiến lược chiến tranh đặc biệt của Mỹ được chuyển ra Hà Nội, Tổng bí thư Lê Duẩn đã biểu dương cơ quan tình báo quân sự và coi đây là "chiến công có tầm cỡ quốc tế".
- Sau ngày 30 tháng 4 năm 1975, Đại tướng Văn Tiến Dũng đã vào Sài Gòn gặp Phạm Xuân Ẩn. Tướng Dũng đã nghe Phạm Xuân Ẩn nói chuyện về tình hình nội bộ chính quyền Sài Gòn từ sau trận Phước Long (tháng 1 năm 1975). Nghe xong những đánh giá của Phạm Xuân Ẩn, tướng Dũng nói rằng nếu như gặp được Phạm Xuân Ẩn sớm hơn thì những tin tức mà Ẩn cung cấp "sẽ giúp Bộ Chính trị hạ quyết tâm nhanh hơn để giải phóng Sài Gòn".
- Frank Snepp, cựu chuyên viên thẩm vấn của CIA, tác giả cuốn sách Decent Interval (Khoảng cách thích đáng) nói về sự sụp đổ hỗn loạn của Sài Gòn năm 1975, nói: "Phạm Xuân Ẩn đã có được nguồn tin tức tình báo chiến lược. Điều đó là rõ ràng. Nhưng chưa ai 'dẫn con mèo đi ngược', thực hiện một cuộc xét nghiệm pháp y về các tác hại mà ông đã gây ra. Cơ quan CIA không có gan làm việc đó"[13].
- Murray Gart, thông tín viên trưởng của Time trong thời gian chiến tranh, sau khi biết tin Phạm Xuân Ẩn là một điệp viên, nói rằng "thằng chó đẻ ấy, tôi muốn giết nó."[5].
- Một phóng viên khác, Peter Arnett nói: "Tôi không biết phải xử lý ra sao đối với Phạm Xuân Ẩn. Tôi hiểu anh là một người Việt Nam yêu nước, nhưng tôi vẫn cảm thấy bị phản bội về phương diện nghề nghiệp... Trong hơn một năm trời, tôi cảm thấy bị xúc phạm, nhưng sau đó tôi lại nghĩ ra rằng chẳng qua đó là công việc riêng của anh."[5].
- McCulloch từng là giám đốc các văn phòng của Time ở châu Á nói: "Tôi có căm giận Phạm Xuân Ẩn không lâu sau khi tôi biết qua những hoạt động gián điệp của anh? Hẳn nhiên là không. Tôi nghĩ Việt Nam là quê hương của anh. Nếu tình thế đổi ngược lại, chắc tôi cũng sẽ làm như anh mà thôi. Phạm Xuân Ẩn là đồng nghiệp của tôi và là một phóng viên sáng giá. Phạm Xuân Ẩn có một sự hiểu biết tinh tường về hiện tình chính trị Việt Nam, và đáng chú ý là những tin tức tài liệu của anh chính xác một cách lạ thường."[5].
- Trong cuốn sách Making of a Quagmire (Một thế sa lầy đang thành hình) năm 1965 nói về Chiến tranh Việt Nam của David Halberstam, một người bạn của Phạm Xuân Ẩn tại báo Time, Halberstam đã miêu tả Phạm Xuân Ẩn như là "cái đinh chốt của một mạng lưới tình báo nhỏ nhưng hạng nhất" của các phóng viên. Khi biết về câu chuyện của Phạm Xuân Ẩn, và trả lời về thái độ cá nhân, ông nói: "Đây là một câu chuyện đầy mưu mô, khói và gươm, nhưng tôi vẫn quý mến Ẩn. Tôi chưa bao giờ cảm thấy bị Ẩn phản bội. Anh ta đã phải sống với việc là một người Việt Nam trong một thời điểm gian nan trong lịch sử của họ..." Ông nhận xét: "Câu chuyện của Phạm Xuân Ẩn nhắc lại tất cả những câu hỏi căn bản do Graham Green từng nêu ra trong tác phẩm The Quiet American: Thế nào là sự trung thành? Thế nào là lòng yêu nước? Thế nào là sự thật? Anh là ai khi anh nói những sự thật ấy?" Và Halberstam kết luận: "Có một mâu thuẫn đối với Phạm Xuân Ẩn mà chúng ta không thể hình dung được. Nhìn lại quá khứ, tôi thấy ông là một con người bị xẻ làm đôi ở giữa."[5].
- Thomas A. Bass, báo The New Yorker, viết: "Ẩn là một người 'Việt Nam thầm lặng', một nhân vật tiêu biểu, vừa là một người với lý tưởng cách mạng thuần thành, vừa là một người ngưỡng mộ nhiệt tình đối với nước Mỹ. Ông nói rằng ông không bao giờ dối ai, rằng ông cung cấp cho báo Time chính những bài phân tích chính trị mà ông đã gửi cho Hồ Chí Minh. Ông là con người bị xẻ đôi với lòng trung chính cao độ, một người sống trong sự giả dối nhưng lại luôn nói sự thật"[5].

### Về việc cứu Trần Kim Tuyến
- Dan Southerland, Tổng giám đốc chương trình đài RFA, nhận định:

| “ | “Có thể kết luận việc ông Ẩn hết sức giúp Trần Kim Tuyến ra khỏi Việt Nam là chỉ thuần về ơn nghĩa và tình bằng hữu mà chuyện này có thể đã khiến ông mất đi sự tin cậy của Hà Nội.” | ” |

- Mười Hương, Nguyên Bí thư Trung ương Đảng, người chỉ đạo trực tiếp cho Phạm Xuân Ẩn, nói:

| “ | “Ẩn xử sự đúng với bản chất con người của mình trọng đạo lý.” | ” |

- Đại tướng Tám Cao, cũng là một người chỉ đạo trực tiếp khác:

| “ | “Cứu Tuyến, đó là biểu hiện rất đặc biệt về tư chất Ẩn. Con người trung hậu như vậy nhất định sẽ thành công trong sự nghiệp. Đó gần như là Luật Nhân - Quả” | ” |

## Trong văn hóa đại chúng

Bìa sách "Phạm Xuân Ẩn - tên người như cuộc đời".

- Nguyễn Thị Ngọc Hải, Phạm Xuân Ẩn - tên người như cuộc đời, (đoạt giải A cuộc thi văn học Vì an ninh Tổ quốc và bình yên cuộc sống (1995-2005) do Bộ Công an và Hội Nhà văn Việt Nam phối hợp tổ chức, 2005)
- Jean-Claude Pomonti, Un Vietnamien bien tranquille (Một người Việt Nam trầm lặng)
- Larry Berman, Perfect Spy: The Incredible Double Life of Pham Xuan An Time Magazine Reporter and Vietnamese Communist Agent, Harper Colins, 2007. Bản dịch tiếng Việt: "Điệp viên hoàn hảo: Cuộc đời hai mặt không thể tin được của Phạm Xuân Ẩn phóng viên tạp chí Time và điệp viên Cộng sản Việt Nam" Nhà xuất bản Thông Tấn, phát hành tại Việt Nam ngày 1 tháng 10 năm 2007
- Huyền thoại về tướng tình báo Phạm Xuân Ẩn, phim tài liệu dài tập của Hãng phim TFS, HTV
- Larry Berman, Perfect Spy X6 - The Incredible Double Life of PHAM XUAN AN, Reuters, Time, New York Herald Tribune Reporter & Vietnamese Strategic Intelligence General, bản dịch tiếng Việt mang tên Điệp viên hoàn hảo X6, sách phát hành tại Việt Nam ngày 12 tháng 9 năm 2013, nhà sách First News - Trí Việt.
- “Điệp viên Z.21 – Kẻ thù tuyệt vời của nước Mỹ”, do nhà xuất bản Nhã Nam và Hồng Đức phát hành. Đây là cuốn sách dịch từ cuốn “The Spy Who Loved Us” của Thomas Bass, hiện giảng dạy Anh ngữ và báo chí tại Phân hiệu Albany của Đại học Tiểu bang New York. Ông Bass cho biết, cuốn “The Spy Who Loved Us” của ông đã bị chỉnh sửa và cắt bỏ nhiều chi tiết, như chiến tranh biên giới năm 79, làn sóng thuyền nhân sau năm 75 và Đại tướng Võ Nguyên Giáp, cho nên mặc dù đã ký hợp đồng dịch từ năm 2009 mãi đến năm 2014 nó mới tới tay bạn đọc ở Việt Nam. Nói với VOA tiếng Việt ông cho rằng dường như chính quyền Việt Nam “nhạy cảm, và muốn bảo toàn quyền lợi của mình” nên phải dùng tới các biện pháp kiểm duyệt.[14]

## Qua đời
Ngày 20 tháng 9 năm 2006, Phạm Xuân Ẩn đã qua đời tại Bệnh viện 175, Thành phố Hồ Chí Minh vào lúc 11h20 sau một thời gian lâm trọng bệnh, hưởng thọ 80 tuổi. Tang lễ được tổ chức vào ngày 23 tháng 9 năm 2006 tại Nhà tang lễ Bộ Quốc phòng phía Nam. Có hơn 300 đoàn khách trong nước và quốc tế đã đến viếng ông.